# 鹿沼憂妃
鹿沼 憂妃（しかぬま ゆき、1989年〈平成元年〉2月25日 - ）は、日本の女性ファッションモデル、タレント、女優。福井県福井市出身。HONEST所属。

## 略歴
2007年3月に啓新高等学校を卒業。上京するまで福井県福井市に居住していた。
2009年春に芸能事務所オスカープロモーションに所属し、モデルとして活動を開始する。2010年、第35代『旭化成グループキャンペーンモデル』にチャン・ツーウェイと共に選出された。
2012年からファッション雑誌『Ray』の専属モデルとして活動。2018年12月発売の2019年2月号で同誌を卒業した。その後は『CLASSY.』『Oggi』のレギュラーモデルとして活動。
2021年5月31日をもって12年間所属したオスカープロモーションを退社。同年8月からHONEST所属となった。

## 人物
三姉妹の次女である。
オスカー時代の同僚であった剛力彩芽とは、ドラマでも共演歴がある程仲が良かった。またRayモデルの先輩であった美優や、出岡美咲、近藤千尋、多嶋沙弥、千国めぐみとも仲が良い。
31歳の誕生日を迎えた2020年2月25日に結婚を発表したが、2021年に離婚した。

## 出演

### テレビドラマ
- ナサケの女〜国税局査察官〜（2010年10月21日 - 12月9日、テレビ朝日） - 西恭子 役
  - ナサケの女〜国税局査察官〜 Special（2012年2月4日）
- 犬を飼うということ〜スカイと我が家の180日〜（2011年4月15日 - 6月10日、テレビ朝日） - 安住由紀子 役
- IS（アイエス）〜男でも女でもない性〜（2011年7月18日 - 9月19日、テレビ東京） - 水沢加奈子 役
- 俺の空〜刑事編（2011年10月16日 - 12月18日、テレビ朝日） - 三原理佐 役
- いつか陽のあたる場所で（2013年1月8日 - 3月12日、NHK） - 仁科（小森谷）香織 役
  - いつか陽のあたる場所で スペシャル（2014年4月1日）
- 幸せになる3つの買い物 「ウェディングドレスを買った女」（2013年6月25日、関西テレビ） - 須本真生 役
- 私の嫌いな探偵（2014年1月17日 - 3月7日、テレビ朝日） - もえ 役[ブログ 1]
- ドクターX〜外科医・大門未知子〜（2016年7月3日、テレビ朝日） - クロス医療センター事務局秘書・桃井富世（ももい とみよ）役
- 特命刑事 カクホの女 （2018年1月19日 - 3月9日、テレビ東京系） - 滝沢真央 役
- 新・ミナミの帝王15 ニンベンの女（2018年1月13日、関西テレビ） - 池辺紗弥香 役

### その他テレビ番組
- 奇跡体験!アンビリバボー（フジテレビ） - 準レギュラー
- めざましテレビ
  - イマドキ（2013年4月1日 - 2015年3月、フジテレビ） - イマドキガール
  - 「MORE SEVEN」（2013年9月30日 - 2016年9月30日、フジテレビ） - リポーター
- 志村座（2014年4月9日 - 10月22日、フジテレビ）
- たかじんのそこまで言って委員会（2014年5月4日 - 、読売テレビ）
- サンデージャポン（2014年7月 - 、TBS） - 不定期出演
- ビーバップ!ハイヒール（朝日放送） - 不定期出演
- クロ女子白書（2015年9月9日 - 16日、福岡放送）
- 馬好王国〜UmazuKingdom〜（2018年3月18日、フジテレビ）

### ウェブテレビ
- フジモンが芸能界から干される前にやりたい10のこと（2018年6月、AbemaTV）#81‐MC

### ラジオ
- イマドキッ（2013年4月22日 - 2020年6月9日、MBSラジオ）

### CM
- au 4G LTE（2013年9月 - ）[13]
- 興和 キューピーコーワヒーリング「ベッドダイブ」篇[14]

### ファッションショー
- 東北ドリームコレクション2014（2014年10月4日、仙台サンプラザ）[ブログ 6]
- SHIZUOKA COLLECTION 2015 Autumn/Winter（2015年9月19日、グランシップ）[ブログ 7]

## 書籍

### 雑誌
- Ray（2012年 - 2018年） - 専属モデル[6]

### ブログ
1. 1 2  鹿沼憂妃 (2014年1月16日). “報告。”. オフィシャルブログ「ゆきるんるん」.   サイバーエージェント. 2021年9月2日閲覧。
2. ↑  美優 (2016年6月13日). “暇があれば…”. みゆ時々ねこ。.   サイバーエージェント. 2021年9月2日閲覧。
3. ↑  出岡美咲 (2015年7月31日). “＃鹿姫とお返事。”.  LINE BLOG. 2021年9月2日閲覧。
4. ↑  鹿沼憂妃 (2015年10月8日). “WEAR始めました。”. オフィシャルブログ「ゆきるんるん」.   サイバーエージェント. 2021年9月2日閲覧。
5. ↑  “karaoke。”. 多嶋沙弥オフィシャルブログ.   サイバーエージェント (2014年12月4日). 2021年9月2日閲覧。
6. 1 2  鹿沼憂妃 (2014年10月14日). “東北ドリームコレクション 1”. オフィシャルブログ「ゆきるんるん」.   サイバーエージェント. 2021年9月2日閲覧。
7. ↑  鹿沼憂妃 (2015年9月22日). “静岡コレクション。”. オフィシャルブログ「ゆきるんるん」.   サイバーエージェント. 2015年9月27日閲覧。